# Aloe retrospiciens
Aloe retrospiciens är en grästrädsväxtart som beskrevs av Gilbert Westacott Reynolds och Bally. Aloe retrospiciens ingår i släktet Aloe och familjen grästrädsväxter. Inga underarter finns listade i Catalogue of Life.